# Église Santi Bernardo e Margherita
L'église Santi Bernardo e Margherita (Saints-Bernard-et-Marguerite) est une église de Naples située via San Giuseppe dei Nudi. L'édifice est incorporé au bâtiment de l'ordre souverain de Malte, c'est pourquoi l'église est appelée également église de Saint-Jean-de-Malte.

## Histoire et description
L'ensemble de l'église et du couvent est fondé en 1643 par les religieuses françaises du couvent Santi Bernardo e Margherita a Fonseca.
Les religieuses acquièrent d'autres propriétés adjacentes pour fonder leur propre maison, reconstruite au XVIIIe siècle. Le réfectoire est réalisé en 1722 par Antonio Tango et la nouvelle église est bâtie selon les dessins de Giovan Battista Nauclerio, entre 1725 et 1732.
L'église présente une façade baroque tardif avec des éléments rococo: elle est caractérisée par un portique avec des loggias latérales, fermées par la suite, tandis que l'ordre supérieur est délicatement décoré de stucs. L'escalier d'accès réalisé en piperno est digne d'intérêt.
L'intérieur s'inscrit dans une croix grecque avec matrice octogonale et recouverte au milieu par une coupole à huit fenêtres. Les parois sont articulées grâce à l'ordre colossal de lésènes composites. Les stucs qui ornent la voûte et les parois sont d'excellente facture. Le maître-autel a été reconstruit en 1956. L'on remarque des tableaux de Giovanni Antonio d'Amato et de Michelangelo Schilles.  

## Source de la traduction
- (it) Cet article est partiellement ou en totalité issu de l’article de Wikipédia en italien intitulé « Chiesa dei Santi Bernardo e Margherita » (voir la liste des auteurs).